# Елізіум (фільм)
«Елізіум» (англ. Elysium) — американський науково-фантастичний екшн-трилер режисера Нілла Блумкампа (також був сценаристом), що вийшов влітку 2013 року. У головних ролях Метт Деймон, Джоді Фостер.
Продюсуванням картини зайнявся Саймон Кінберґ. В Україні прем'єра відбулася 8 серпня 2013 року, в США — 9 серпня 2013 року.
У 2154 році існує два класи людей: заможна еліта та решта, що забезпечує її. Перші живуть у достатку на космічній станції під назвою «Елізіум», інші — на перенаселеній спустошеній Землі. Оборона станції та анти-імігрантські закони не зупиняють мешканців Землі від спроб за будь-яку ціну проникнути на «Елізіум». Передусім — щоб отримати лікування тамтешніми технологіями. Коли робітник заводу з кримінальним минулим Макс опиняється під загрозою смерті, він погоджується піти на ризиковану місію, яка в разі успіху не лише врятує йому життя, але й зможе привести до рівноправності настільки різні світи.

## Сюжет
У 2154 році Земля перенаселена, найбагатші жителі переселилися на кільцеву космічну станцію «Елізіум» на орбіті планети. Жителі «Елізіуму» мають доступ до спеціальних ліжок, які можуть омолоджувати й лікувати будь-які травми чи хвороби. Решта людей проживає в нетрях на Землі, забезпечуючи еліту.
Молодий чоловік Макс Да Коста живе в передмісті Лос-Анджелеса. Мріючи в дитинстві потрапити на «Елізіум», він зайнявся вуличними крадіжками і тепер засуджений до умовного терміну. Він працює на заводі компанії «Armadyne», що збирає поліцейських роботів, які борються з бунтами. Коли робот-поліцейський ламає йому руку, Макс вирушає в місцеву лікарню і зустрічає там подругу дитинства Фрей, з якою планує зустрітися пізніше.
Наступного дня через нещасний випадок на заводі Максу доводиться власноруч полагодити поломку. В результаті завод продовжує роботу, проте Макс отримує смертельну дозу радіації. Робот-лікар повідомляє, що йому лишилося жити п'ять днів, а наявні ліки можуть лише забезпечити безболісну смерть. Директор компанії й творець «Елізіуму» Карлайл звільняє Макса, і той вирушає додому.
Тим часом група землян намагається нелегально потрапити на «Елізум» на космічних кораблях. Міністр оборони «Елізіуму», міс Делакур, наказує своєму наземному агентові Крюґеру збити кораблі. Президент станції Патель робить їй догану і вимагає звільнити Крюґера. Тоді Делакур підмовляє Карлайла усунути президента, за що обіцяє вигідні контракти. Той погоджується та розповідає про свій план перезавантажити операційну систему станції, під час чого президента можна буде вбити, не лишивши слідів. Повернувшись до свого офісу на Землі, Карлайл пише програму і завантажує її до імплантата, вживленого йому в мозок. При спробі скористатися для цього аналогічним імплантатом, будь-яка інша людина помре.
Макс наважується спробувати полетіти на «Елізіум» аби вилікуватися. Зі своїм другом Хуліо він вирушає до гангстера на прізвисько Павук, який погоджується доставити їх на станцію, за що хоче отримати номери банківських рахунків кого-небудь з тамтешніх жителів. Макс обирає жертвою Карлайла, що саме перебуває на Землі.
На тіло Макса монтують екзоскелет, що збільшує фізичну силу. Потім він з найманцями Павука збиває корабель Карлайла та завантажує інформацію з його імплантата на власний. Хуліо в сутичці з охороною гине. Делакур посилає агента Крюґера повернути викрадені дані. Максу вдається втекти від поліції та сховатися в будинку Фрей. Карлайл помирає від втрати крові, тож Делакур оголошує безполітну зону над Лос-Анджелесом, аби спіймати вбивцю — будь-які кораблі, що спробують злетіти, будуть без попередження збиті.
Макс знайомиться з донькою Фрей, Матильдою, хворою на лейкемію. Фрей просить його доставити дівчинку на «Елізіум» і вилікувати. Макс спершу відмовляється, знаючи, що шлях на станцію дуже небезпечний. Але потім до будинку Фрей вривається Крюґер і силоміць забирає Фрей з дочкою, щоб вивідати де перебуває Макс. Павук, дослідивши програму, викрадену Максом, визначає, що з її допомогою можна перезавантажити операційну систему станції. В результаті можна було б переписати базу даних, зробивши всіх людей громадянами «Елізіуму» й дати їм законний доступ до тамтешніх медичних технологій. Аби потрапити на станцію, Макс здається Крюґеру. Погрожуючи підірватися гранатою, він диктує умову — він віддасть програму, а за це отримає лікування. Крюґер погоджується і бере на корабель Макса, Фрей і Матильду.
На підльоті до «Елізіуму» між Максом і Крюґером спалахує бійка, вибух гранати калічить Крюґера, а корабель падає на станцію. Фрей вривається до найближчого будинку, де є медичне ліжко, проте воно не працює, бо Матильда не громадянка «Елізіуму». Охорона схоплює їх та Макса, Делакур наказує видалити Максовий імплантат, що призведе до його смерті. Проте Максу вдається вирватися та втекти. Павук, дізнавшись, що Макса знайдено і тому безполітну зону скасовано, збирає найманців, з якими штурмує «Елізіум».
Найманці знаходять Крюґера та лікують його. Той вирішує захопити владу над «Елізіумом» і Землею, вбиває Делакур, а потім влаштовує при допомозі найманців погроми. Макс долає найманців і самого Крюґера, після чого Павук намірюється нарешті перезавантажити систему «Елізіуму», але попереджує, що Макс через це загине. Макс погоджується віддати життя заради того, щоб зробити всіх людей рівними.
Фрей встигає вилікувати Матильду. Оскільки земляни тепер також громадяни «Елізіуму», медичні ліжка доставляються в земні лікарні.

## У ролях
| Актор          | Персонаж                                   | Роль                             |
| -------------- | ------------------------------------------ | -------------------------------- |
| Метт Деймон    | Макс Да Коста (англ. Max Da Costa)         |                                  |
| Джоді Фостер   | Джессіка Делакур (англ. Jessica Delacourt) | міністр оборони «Елізіуму»       |
| Шарлто Коплі   | М. Крюґер (англ. Kruger)                   | агент безпеки                    |
| Алісе Брага    | Фрей (англ. Frey)                          | подруга дитинства Макса да Кости |
| Вагнер Моура   | Павук (англ. Spider)                       | контрабандист і хакер            |
| Дієго Луна     | Хуліо (англ. Julio)                        | друг Макса Да Кости              |
| Вільям Фіхтнер | Джон Карлайл (англ. John Carlyle)          | CEO «Armadyne»                   |
| Таліса Сото    | Тіша (англ. Tisha)                         |                                  |
| Она Грауер     |                                            | агентка «CCB»                    |
| Майкл Шенкс    |                                            | агент «CCB»                      |

## Створення

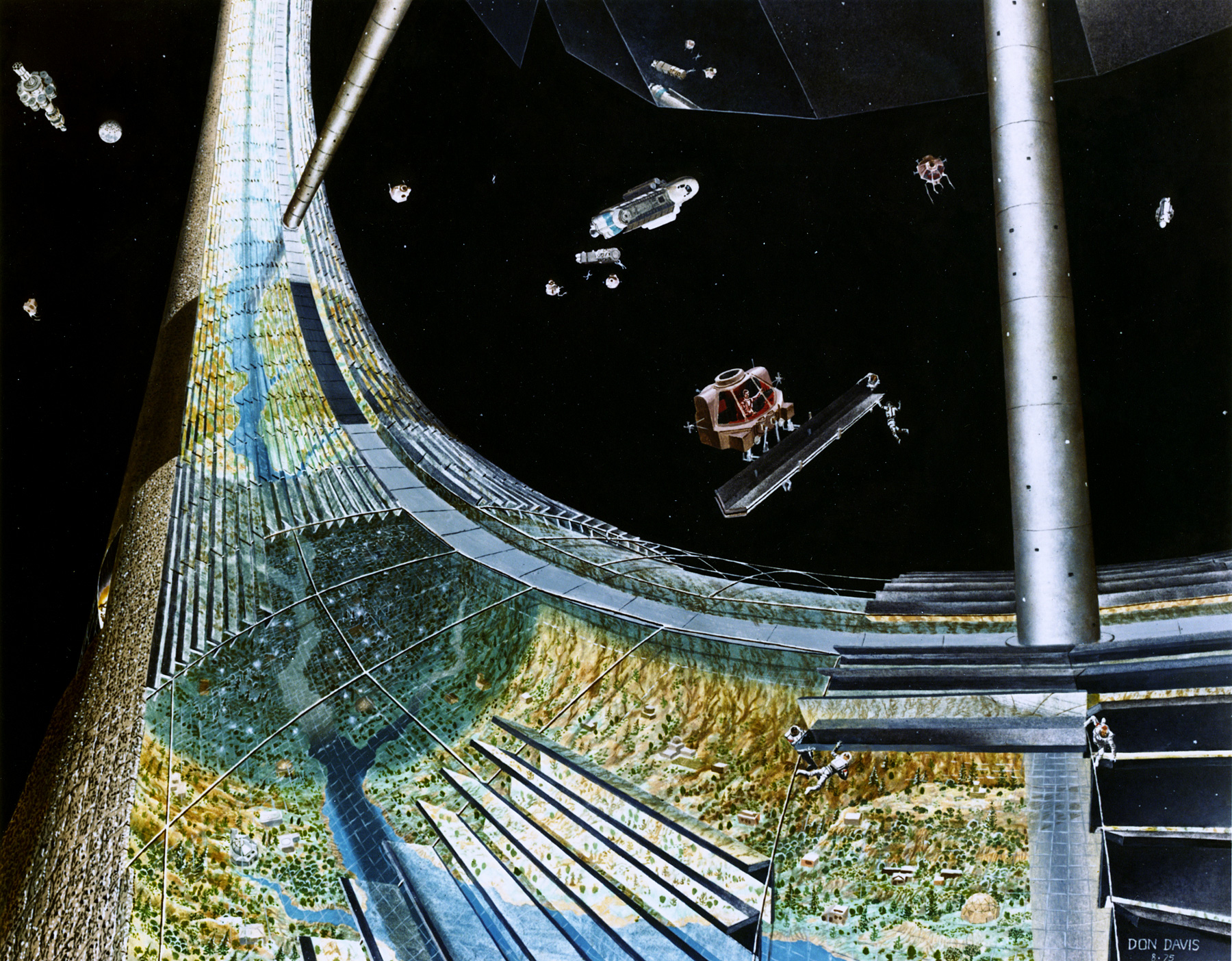
Стенфордський тор в розрізі

Назва «Елізіум» відсилає до давньогрецької міфології — це єдина частина підземного царства Аїда, де світить сонце, і де проживають душі благочесних людей.
Нілл Блумкамп засновував ідеї ідеального світу, існуючого окремо від зруйнованої Землі, на реальних проєктах: «У 1970х роках люди дуже серйозно обговорювали ідею про необхідність побудувати космічну станцію і залишити Землю. Одним з найкращих рішень цього питання став проєкт Стенфордського тору. Мені сподобалася ідея поєднувати цей добре відомий концепт з великими грошима, діамантами і великими будинками в стилі Bel Air. Сам концепт — помістити всі ці безглузді, розкішні будинки на космічній станції у формі бублика — шалено мене веселив і в підсумку став тим задумом, за яким я захотів зняти фільм».
Перед тим як почати писати сценарій Нілл Блумкамп намалював маленький комікс, що показує у загальних рисах світ «Елізіуму».
Сід Мід — видатний дизайнер, який працював над фільмами «Той, що біжить по лезу» (1982), «Трон» (1982) і «Чужі» (1986) — побудував кілька декорацій Елізіуму і допомагав художникам з ілюстраціями.
Над створенням костюмів працював відомий італійський дизайнер одягу і власник власного модного будинку Джорджо Армані спільно з художником з костюмів Ейпріл Феррі.

## Сприйняття

### Критика
Станом на 11 квітня 2013 року рейтинг очікування фільму на сайті Rotten Tomatoes становив 99 % із 7,739 голосів, на Kino-teatr.ua — 89 % (9 голосів).
Фільм отримав загалом позитивні відгуки: Rotten Tomatoes дав оцінку 68 % на основі 228 відгуків від критиків (середня оцінка 6,5/10) і 60 % від глядачів із середньою оцінкою 3,4/5 (138,443 голосb). Загалом на сайті фільми має позитивний рейтинг, фільму зарахований «стиглий помідор» від кінокритиків і «попкорн» від глядачів., Internet Movie Database — 6,8/10 (166 429 голосів). Metacritic — 61/100 (47 відгуків критиків) і 6,7/10 від глядачів (660 голосів). Загалом на цьому ресурсі від критиків і глядачів фільм отримав позитивні відгуки.
Згідно з Кайлом Смітом із «New York Post», фільм неоригінальний, знову (після «Району № 9») показуючи запилюжені нетрі та героя, котрий неохоче стає на захист бідняків у технологічному костюмі. При цьому він змушує ставити питання до побудови сюжету, як-от чому в нелегалів технології чи не кращі, ніж у жителів станції, або чому Макс ніколи не зустрічається з головною лиходійкою. «Дещо з цього можна було б пробачити, якби хтось міг сказати: „Я ніколи раніше не бачив нічого подібного“. Але ніхто не може».
Ерік Когн з «IndieWire» зазначив: «Блумкамп зробив „Елізіум“ настільки гострим, наскільки це можливо, не жертвуючи необхідним набором вибухів і стрілянини, які врешті-решт складають фільм. Але ці інгредієнти явно не синхронізовані з посилом, тому, коли настає ідеологічно наповнений фінал, він досить незграбно вилазить з-під завалів симульованих ефектів».
Ігор Грабович в «Українська правда. Життя» поставив фільму 3,5/5, сказавши, що «„Елізіум“ — крок назад у порівнянні з „Районом № 9“. Трохи незвичний, проте цілком передбачуваний літній блокбастер… Важко сказати, яким був первинний задум, проте розвиток подій надто вже хаотичний і розривається між Землею та „Елізіумом“, а також між кількома важливими персонажами, яким приділяється мало часу, тому вони подаються надто поверхово».

### Касові збори
Під час показу у США, що почався 9 серпня 2013 року, протягом першого тижня фільм був показаний у 3,284 кінотеатрах і зібрав $29,807,393, що на той час дозволило йому зайняти 1 місце серед усіх тогочасних прем'єр. Показ фільму протривав 108 днів (15,4 тижня) і завершився 24 листопада 2014 року. За цей час зібрав у прокаті у США 93,050,117 $, а у світі — 193,090,583 $, тобто загалом 286,140,700 $ при бюджеті $115 млн.
Під час показу в Україні, що стартував 15 серпня 2013 року, протягом першого тижня фільм був показаний у 148 кінотеатрах і зібрав $671,370, що на той час дозволило йому зайняти 1 місце серед усіх прем'єр. В Україні стрічка зібрала 1,739,291 $. Із цим показником стрічка зайняла 22 місце у кінопрокаті за касовими зборами в Україні 2013 року.